# 霍普代爾鎮區 (伊利諾伊州塔茲韋爾縣)
霍普代爾鎮區（英語：Hopedale Township）是位於美國伊利諾伊州塔茲韋爾縣的一個行政鎮區。

## 地方資料
根據2010年美國人口普查的數據，霍普代爾鎮區的面積為92.20平方千米，當中陸地面積為92.10平方千米，而水域面積為0.10平方千米。當地共有人口1865人，而人口密度為每平方千米20.23人。